# Ernest Valko
Ernest Valko  (10 de agosto de 1953 - Limbach, 8 de novembro de 2010) foi um advogado, político eslovaco, único presidente da República Federativa da Corte Constitucional.